# Фельтен, Карл
Карл Фельтен (нем. Carl Faelten; 21 декабря 1846, Ильменау — 20 июля 1925, Ридфилд, штат Мэн) — немецко-американский пианист и музыкальный педагог.

## Биография
Окончил музыкальную школу в Армштедте. Перед началом Франко-прусской войны был призван в армию и, как сообщало в прижизненном биографическом очерке американское издание «Musical World», после трёхлетней службы без возможности заниматься музыкой был вынужден практически начать работу с инструментом с азов. В 1874—1877 годах активно концертировал в различных городах Германии. В 1875 г. в Хомбурге исполнил премьеру Сюиты для фортепиано с оркестром Иоахима Раффа (дирижёр Густав Хертель). В 1878 году по приглашению Раффа получил класс фортепиано в новосозданной Консерватории Хоха во Франкфурте.
После смерти Раффа в 1882 году Фельтен перебрался в США и в течение трёх лет преподавал в Консерватории Пибоди, где среди его учеников был Харолд Рэндолф. В 1885 году он перешёл в Консерваторию Новой Англии, а в 1890 году, после смерти основателя консерватории Эбена Турже, стал её вторым директором. В 1897 году в результате конфликта внутри консерватории Фельтен оставил свой пост и некоторое время руководил в Бостоне собственной школой пианистов.
Фельтену принадлежит ряд фортепианных транскрипций произведений Иоганна Себастьяна Баха (в частности, скрипичных и виолончельных сонат и партит).